# Hoštice-Heroltice
Hoštice-Heroltice (in tedesco Hoschtitz-Heroltitz) è un comune della Repubblica Ceca facente parte del distretto di Vyškov, in Moravia Meridionale.